# Old Calendar〜古暦〜
『Old Calendar〜古暦〜』（オールド カレンダー）は、風の初のベスト盤である。Disc 1は全曲新アレンジによる新録音（ただし、1は初めての録音）。Disc2も2,3,5,8は新アレンジで、他にヴォーカルの新録音も含まれている。Disc 1のボーカルは伊勢正三、Disc 2のボーカルは大久保一久である。

## 収録曲

### Disc 1
1. 雨の物語
作詞・作曲：伊勢正三
2. 月が射す夜
作詞・作曲：伊勢正三
3. 忘れゆく歴史
作詞・作曲：伊勢正三
4. 冬京
作詞・作曲：伊勢正三
5. 海風
作詞・作曲：伊勢正三
6. 海岸通
作詞・作曲：伊勢正三
7. 暦の上では
作詞・作曲：伊勢正三
8. 北国列車
作詞・作曲：伊勢正三
9. ささやかなこの人生
作詞・作曲：伊勢正三
10. お前だけが
作詞・作曲：伊勢正三

### Disc 2
1. おそかれはやかれ
作詞・作曲：大久保一久
2. ロンリネス
作詞・作曲：大久保一久
3. 古都
作詞：伊勢正三 / 作曲：大久保一久
4. あとがき
作詞・作曲：大久保一久
5. トパーズ色の街
作詞・作曲：大久保一久
6. 漂う
作詞・作曲：大久保一久
7. 男物のシャツ
作詞：大久保一久・伊勢正三 / 作曲：伊勢正三
8. あなたへ
作詞・作曲：大久保一久
9. 夜の国道
作詞・作曲：大久保一久
10. デッキに佇む女
作詞・作曲：大久保一久